# Sepse
Sepse, também referida como sépsis, sepsia, septicemia ou infecção generalizada, é uma condição potencialmente fatal que surge quando a resposta do corpo a uma infeção danifica os seus próprios tecidos e órgãos. Os sinais e sintomas mais comuns são febre, aumento do ritmo cardíaco, aumento da frequência respiratória e confusão mental. Determinadas infeções podem desencadear sintomas específicos, como tosse no caso de pneumonia, ou dor ao urinar, no caso de uma infeção renal. Nas crianças mais novas, em idosos e em pessoas com o sistema imunitário debilitado, é possível que não se manifestem sintomas de infeções específicas, podendo também apresentar temperatura baixa ou normal, em vez de elevada.
A sepse grave ou severa causa insuficiências dos órgãos ou da corrente sanguínea. A insuficiência da corrente sanguínea pode manifestar-se por baixa pressão arterial, níveis elevados de ácido láctico ou diminuição da produção de urina. Se a pressão arterial não se recupera, mesmo após terapia intravenosa, sobrevém o choque séptico.
A sepse é causada por uma resposta imunitária do corpo a uma infeção. É mais comum que a infeção seja de origem bacteriana, mas pode também ser causada por fungos, vírus ou parasitas. Os locais de infeção primária mais comuns são os pulmões, cérebro e órgãos abdominais. Entre os fatores de risco estão idade precoce ou avançada, um sistema imunitário debilitado devido a doenças como cancro ou diabetes, traumatismo com gravidade ou ainda queimaduras. Até 2016, o diagnóstico de sepse era determinado quando perante uma infeção se observava pelo menos dois critérios da síndrome da resposta inflamatória sistémica (SRIS). Em 2016, a SRIS foi substituída pelo sistema de avaliação SOFA, devendo-se observar pelo menos dois dos seguintes três critérios: aumento da frequência respiratória, alterações no estado de consciência e baixa pressão arterial. É recomendada a realização de hemoculturas antes da administração de antibióticos, embora a inflamação do sangue não seja determinante para o diagnóstico. Pode ser usada imagiologia médica para determinar a localização da infeção. Entre outras possíveis causas de sinais e sintomas semelhantes à sepse estão a anafilaxia, insuficiência adrenal, diminuição do volume de sangue, insuficiência cardíaca e embolia pulmonar.
A sepse é geralmente tratada com terapia intravenosa e antibióticos. Os antibióticos são administrados assim que possível, sendo o tratamento realizado muitas vezes numa unidade de cuidados intensivos. Quando a terapia intravenosa não é suficiente para manter a pressão arterial estável, podem ser administrados medicamentos que a aumentam. Pode ser necessário o recurso a ventilação mecânica e hemodiálise para assistir a função pulmonar e renal, respetivamente. As pessoas com sepse necessitam de medidas de prevenção para evitar tromboses venosas profundas, úlceras de stresse e úlceras de pressão. Em alguns casos a quantidade de glicose no sangue pode ser controlada com insulina. A administração de corticosteroides é controversa. A drotrecogina alfa, embora tenha sido inicialmente comercializada para o tratamento de sepse grave, não demonstrou benefícios, pelo que foi retirada do mercado em 2011.
O prognóstico é influenciado pela gravidade da sepse. O risco de morte por sepse é de até 30%. No caso da sepse grave, este risco é de 50%, enquanto no choque séptico é de 80%. Desconhece-se o número de casos em todo o mundo, uma vez que existem poucos dados de países em vias de desenvolvimento. Estima-se que em cada ano haja milhões de pessoas afetadas pela doença. Nos países desenvolvidos, entre 0,2 e 3 pessoas em cada 1000 são afetadas pela doença anualmente. A incidência da doença tem vindo a aumentar. É mais comum em homens do que em mulheres. A sepse tem sido descrita na literatura desde a época de Hipócrates. Tanto "septicemia" como "envenenamento do sangue" são termos em desuso.

## Sinais e sintomas
Os sintomas comuns da sepse incluem aqueles relacionados a uma infecção especifica, mas geralmente são acompanhados de febre alta (hipertemia), pele quente e ruborizada (sinais flogísticos), elevada frequência cardíaca (taquicardia), hiperventilação, estado mental alterado, inchaço (edema) e queda da pressão sanguínea (hipotensão). Em pessoas mais jovens, mais idosas ou com o sistema imune comprometido o padrão dos sintomas pode ser atípico, com hipotermia e com a infecção pouco evidente.

### Fases
A sepse pode ser dividida em três fases. Primeiramente, o paciente desenvolve uma infecção específica (pneumonia, infecção urinária, apendicite ou meningite, por exemplo). Depois, se a infecção começa a afetar outros órgãos – devido a uma resposta desregulada do próprio organismo –, chama-se sepse. O último estágio é chamado de choque séptico, quando o paciente tem uma infecção tão intensa que sua pressão cai, e outros órgãos, além do foco inicial,são profundamente afetados. 

## Causas
A sepse é a designação para o conjunto de manifestações patológicas devidas a invasão, por via sanguínea, do organismo por germes patogênicos provenientes de um foco infeccioso.
A septicemia pode se desenvolver a partir de qualquer infecção sistêmica grave. A grande maioria dos germes responsáveis pela sepse causada na comunidade são bactérias, oriundas das infeções como: pneumonia comunitária adquirida, infecção alta do trato urinário ou meningite. Em caso de pacientes hospitalizados, as causas bacterianas mais comuns são pneumonia por aspiração, pneumonia associada ao respirador, infecção de sutura e abcessos.
A sepse é causada por uma resposta do sistema imune a uma infecção séria, geralmente de origem bacteriana, mas que pode também ser causada por fungos, vírus e parasitas no sangue, trato urinário, pulmões, pele e outros tecidos. A sepse pode ser entendida como um estágio entre a infeção e a síndrome de disfunção múltipla de órgãos (MOFS).

## Diagnóstico
Um diagnóstico rápido é crucial para o tratamento da sepse, já que a adoção de uma terapia dirigida antecipada reduz a mortalidade por sepse severa.
Dentro das três primeiras horas de suspeita de sepse, os estudos diagnósticos devem incluir a medição dos níveis de lactato sérico e a obtenção de culturas antes da quimioterapia antimicrobiana, desde que não atrase o inicio do tratamento com antibióticos por mais que 45 minutos. Para identificar o microrganismo causador, pelo menos dois frascos de hemocultivos devem ser obtidos (frascos para aeróbicos e anaeróbicos), sendo que pelo menos um deles tenha sido realizado por via percutânea e o outro através de cada instrumento de acesso vascular fixados por mais de 48 horas (como, por exemplo, catéteres intravenosos). Se outras fontes são suspeitas (urina, liquido cefalorraquidiano, feridas, secreções respiratórias), suas culturas devem ser também obtidas, desde que não atrasem o tratamento antimicrobiano.
Em seis horas, caso haja persistência de hipotensão apesar do inicio da reposição volêmica de 30 ml/kg ou se o lactato inicial for maior que 36 mg/dL (4mmol/L), a pressão venosa central e a saturação de oxigênio venosa central devem ser medidas. A medição do lactato deve ser repetida caso o lactato inicial tenha sido elevado.
Em doze horas, é essencial diagnosticar ou excluir qualquer outra possível fonte de infeção que requeira controle emergente, como infecções necrotizantes dos tecidos moles, peritonite, colangite e infarto intestinal.

### Definições
De acordo com a American College of Chest Physician a Sociedade de Medicina de Cuidados Intensivos, existem três distintos níveis de sepse:
- Sepse: é definida como disfunção orgánica potencialmente fatal decorrente da resposta a uma infecção.
- Choque séptico: é definida por sepse mais hipotensão persistente após a administração de fluidos intravenosos.

qSOFA
Um novo conceito em sepse, denominado Sepsis 3, introduziu uma nova ferramenta de triagem diagnóstica: o Quick Sequential Organ Failure Assessment Score (qSOFA ou quickSOFA). Esse novo consenso define apenas o conceito de "sepse" e "choque séptico", desconsiderando "sepse grave ou severa". Os critérios avaliados no qSOFA são:
- Taquipneia
- Alteração da consciência, avaliada através da Escala de Coma de Glasgow
- Queda na pressão arterial sistêmica

Esses sinais tem a vantagem por serem rapidamente visualizados no paciente com suspeita de sepse, sem a necessidade de exames complementares. O qSOFA não é um método diagnóstico definitivo, necessitando investigação posterior para classificar um paciente como "em sepse". O escore SOFA é preconizado pelo Sepsis 3 como definidor de diagnóstico.

### Infecção
A infecção pode ser suspeitada ou confirmada (por culturas, PCR) ou mesmo por uma síndrome clínica patognomônica de infecção. Evidências especificas para infecção incluem a contagem de leucócitos em fluidos normalmente estéreis (como o LCR); evidência de perfuração visceral (presença de ar na cavidade abdominal; sinais de peritonite aguda); radiografia de tórax anormal consistente com pneumonia (com opacificação focal); petéquias, púrpuras ou Purpura fluminans.
Segundo o Ministério da Saúde,apresenta sepse um paciente com infecção recente e que evidencie 2 ou mais dos seguintes critérios:
• Temperatura maior do que 38°C ou menor do que 36°C. 
• Frequência cardíaca (FC) maior do que 90 bpm (não havendo ritmo fixo de marca-passo (MP) ou uso de drogas que bloqueiem a FC).
• Frequência respiratória (FR) maior do que 20 mrpm ou uso de ventilação mecânica.
• Taxa de leucócitos maior do que 12.000/ L ou menor do que 4.000/ L ou mais de 10% de formas jovens. 
• Glicemia maior do que 120 mg/dL. 
• Alteração aguda do estado mental (p. ex., delírio). 
• Calafrios

## Tratamento

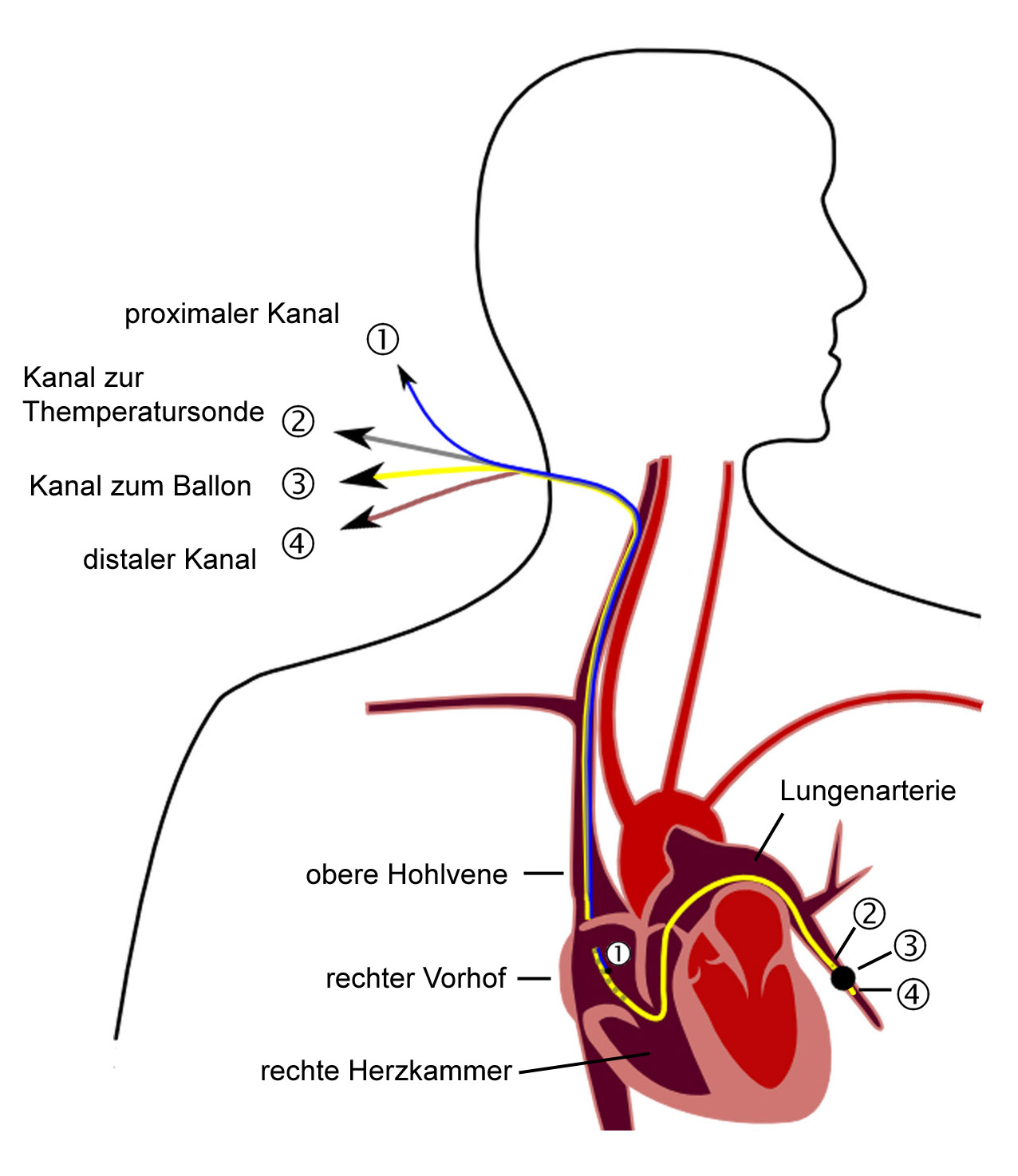

A sepse é geralmente tratada com fluido intravenoso e antibióticos. Se a reposição volêmica não for suficiente para manter a pressão arterial, vasopressores podem ser usados. Ventilação mecânica e diálise podem ser necessárias para manter a função dos pulmões e rins, respectivamente. Para guiar a terapia, um cateter venoso central (Swan-Ganz) e um cateter arterial podem ser colocados; medições de outras variáveis hemodinâmicas (como debito cardíaco, saturação venosa mista de oxigênio ou variação do volume sistólico) podem também ser utilizadas. Pacientes com sepse requerem medidas preventivas para trombose venosa profunda, ulceras de stress e ulceras de pressão, a não ser que outras condições previnam isso. Alguns podem se beneficiar de um controle rigoroso dos níveis glicêmicos com insulina (hiperglicemia de stress). O uso de corticosteroides é controverso. Drotrecogina alfa ativada (proteína C ativada recombinante), originalmente comercializada para a sepse severa, foi constatada não ser eficiente e recentemente foi retirada do mercado.

### Antibióticos
Na sepse severa, antibióticos de amplio espectro são recomendados dentro da primeira hora a partir do diagnóstico. Para cada quatro horas de atraso na administração há um aumento associado de 6% de mortalidade. Regimes antibióticos devem ser reavaliados diariamente e mais específicos se apropriado (desescalonamento). A duração do tratamento é tipicamente de 7-10 dias, e o antibiótico usado deve ser selecionado diretamente de acordo com os resultados das culturas.

### Terapia Dirigida Antecipada
A terapia dirigida antecipada (Early Goal-Directed Therapy) é uma abordagem utilizada para o tratamento de sepse severa durante as 6 primeiras horas após o diagnóstico. Se trata de uma abordagem passo a passo, com o objetivo fisiológico de otimizar a pré-carga, pós-carga e contratiilidade cardíaca. Foi constatada diminuir a mortalidade em pacientes com sepse.
A diurese também é monitorada, com o objetivo mínimo de 0,5 ml/kg/h. No ensaio original, a mortalidade foi reduzida de 46,5% para 30,5%. Entretanto, um descenso apropriado do lactato sérico pode ser equivalente a SvO2 e mais fácil de obter.

### Fluidos Intravenosos
Na terapia antecipada dirigida (Early Goal-Directed Therapy), fluidos são titulados em resposta à frequência cardíaca, pressão arterial e diurese; o restabelecimento de grandes défices de fluidos podem requerer de 6 a 10 litros de cristaloides. Nos casos em que um cateter venoso central esteja sendo usado para medir dinamicamente as pressões sanguíneas, os fluidos devem ser administrados até que a pressão venosa central (PVC) atinja 8-12 cm de água (ou 10-15 cm de água em pacientes mecanicamente ventilados). Uma vez que essas metas sejam alcançadas, a saturação de oxigênio venosa mista (SvO2), ou seja, a saturação de oxigênio no sangue venoso quando ele volta ao coração (medido na veia cava), é otimizada. Se a SvO2 é menor que 70%, sangue é transfundido para alcançar uma hemoglobina de 10 g/dL e então inotrópicos são subministrados ate que a SvO2 seja otimizada.

### Vasopressores
Uma vez que a pessoa tenha passado por uma ressuscitação volêmica suficiente mas a pressão arterial média não seja maior que 65 mmHg, vasopressores são então recomendados. Enquanto as recomendações atuais sugerem noradrenalina (norepinefrina) ou dopamina, a primeira parece ser mais segura. Se um vasopressor não for suficiente, adrenalina (epinefrina) deve então ser adicionada ao tratamento.

### Ventilação
Entubação traqueal eletiva e ventilação mecânica podem ser realizadas para reduzir a demanda de oxigênio se a SvO2 permanece baixa apesar da otimização hemodinâmica. Etomidato não é recomendado como medicação para ajudar na entubação nesta situação porque pode provocar insuficiência adrenal e aumento da mortalidade.

### Esteroides
O uso de esteroides na sepse é controverso. Em uma doença crítica, um estado de insuficiência ad-renal e resistência tissular aos corticoesteroides pode ocorrer. Esse fenômeno é chamado de insuficiência corticoesteroide relacionada a doença critica. O tratamento com corticoesteroides pode ser benéfico em aqueles em choque séptico e síndrome do desconforto respiratório agudo (SDRA), enquanto que em outros casos, como o de pancreatite ou pneumonia severa, o seu papel não está bem estabelecido. Entretanto, o modo exato de determinar a insuficiência corticoesteroide permanece difícil. Deve ser suspeitada naqueles que respondem mal a ressuscitação volêmica e vasopressores. O teste de estimulação ACTH não é recomendado para confirmar o diagnóstico. O método de retirada das drogas glucocorticoides é variável e não está claro se deve ser progressivo ou simplesmente abrupto.

### Proteína C Ativada
A proteína C ativada  (Drotrecogina alfa) foi originalmente introduzida no mercado para tratar a sepse severa (com um escore APACHE II alto), quando se pensava que ela pudesse conferir benefícios de sobrevivência. Entretanto, estudos subsequentes mostraram que ela aumentava eventos adversos e não diminuía a mortalidade. Deixou de ser comercializada em 2011.

### Neonatos
A sepse neonatal é difícil de ser diagnosticada clinicamente. Os neonatos podem estar relativamente assintomáticos até que exista um colapso hemodinâmico e respiratório iminente. Se existe ao menos uma suspeita remota de sepse, os neonatos são frequentemente tratados com antibióticos empiricamente até que as culturas sejam comprovadamente negativas.

## Prognóstico
Aproximadamente 20-35% das pessoas com sepse severa e 30-70% das pessoas com choque séptico morrem. O lactato sérico é um método bastante útil para determinar o prognóstico, sendo que aqueles que tem um nível maior que 36 mg/dL (4mmol/L) tem uma mortalidade de 40% e aqueles com um nível de lactato menor a 18 mg/dL (2 mmol/L) tem uma mortalidade de menos de 15%.
Existem vários sistemas de estratificação prognóstica, como o APACHE II e Mortalidade de Sepse em Departamentos de Emergência. APACHE II avalia a idade da pessoa, condições subjacentes e variáveis fisiológicas que ajudam a estimar o risco de morte de sepse severa. Destes fatores, a severidade da condição subjacente é a que mais influencia no risco de morte. O choque séptico é também um forte preditor de morte a curto e longo prazo. Taxas de letalidade são similares para culturas positivas e culturas negativas de sepse severa. O sistema de Mortalidade de Sepse em Departamentos de Emergência é mais simples e útil em um ambiente de emergência.
Algumas pessoas podem experimentar declínios cognitivos severos de longo prazo após um episódio de sepse severa, mas a falta de dados neuropsicológicos da maioria dos pacientes com sepse dificulta a quantificação da incidência de esta complicação.

## Epidemiologia
A sepse é uma causa importante de internação e a principal causa de morte em Unidade de Terapia Intensiva(UTI) no mundo. Estudos feitos na Europa, Austrália e Nova Zelândia relatam que as taxas de prevalência de sepse em UTI variavam de 5,1% a 30%. Atualmente, a sepse continua a apresentar uma preocupação em saúde. O número de mortes causadas por sepse ainda é elevado, aumentando a permanência dos pacientes na UTI e gerando impacto econômico e social.

## História
O termo "septicemia" tem sido substituído por "sepse" ou "sepses", por recomendação da maioria dos autores e infectologistas. O termo septicemia, como presença de microrganismos ou suas toxinas no sangue, tende a não mais ser utilizado. Entretanto, a palavra septicemia é tradicionalmente adotada na medicina brasileira.